# Plaza Italia (stacja metra)
Plaza Italia – stacja metra w Buenos Aires, na linii D. Znajduje się pomiędzy stacjami Scalabrini Ortiz, a Palermo. Stacja została otwarta 29 grudnia 1938.